# Örményországban történt légi közlekedési balesetek listája
Az Örményországban történt légi közlekedési balesetek listája mind a halálos áldozattal járó, mind pedig a kisebb balesetek, meghibásodások miatt történt, gyakran csak az adott légiforgalmi járművet érintő baleseteket is tartalmazza évenkénti bontásban.

## Örményországban történt légi közlekedési balesetek

### 2008
- 2008. február 14., Zvartnotszi nemzetközi repülőtér, Jereván. A fehérorosz Belavia légitársaság 1834-es számú járatának Canadair CRJ100 típusú repülőgépe a repülőtéren lezuhant. A gépen utazó 18 utas és 3 fő személyzet közül heten sérültek meg. Mindenki túlélte a balesetet.[1][2]